# Songs from a Blackbird
Albums de Marion Raven
Nevermore
(Jamais sorti)
Songs from a Blackbird est le quatrième album (en comptant Nevermore, jamais publié) de l'auteur-compositrice-interprète norvégienne Marion Raven (créditée en tant que Marion Ravn en Norvège), sorti le 8 avril 2012 en Norvège. Il est prévu que l'album sortira bientôt internationalement.

## Titres
| No  | Titre                           | Durée |
| --- | ------------------------------- | ----- |
| 1.  | Start Over                      | 5:20  |
| 2.  | Driving                         | 3:29  |
| 3.  | The Minute                      | 4:02  |
| 4.  | Home (avec Lisa Miskovsky)      | 3:34  |
| 5.  | On Fire                         | 3:18  |
| 6.  | Never Leave Me                  | 4:09  |
| 7.  | You And I                       | 3:36  |
| 8.  | Don't You                       | 3:26  |
| 9.  | Prove Me Wrong                  | 3:43  |
| 10. | Rest Your Head (avec Thom Hell) | 3:35  |
| 11. | Safe And Sound                  | 3.47  |

| 12. | All Lies            | 3:26 |
| 13. | Comfort You         | 2:49 |
| 14. | Hush                | 3:14 |
| 15. | Colors Turn to Grey | 3:15 |

## Classements

### Par semaine
| Classement (2013)  | Meilleur classement |
| ------------------ | ------------------- |
| Norvège (VG-lista) | 3                   |